# Jan Jończyk
Jan Zenon Jończyk (ur. 3 września 1930 w Katowicach, zm. 16 października 2022) – polski prawnik, profesor nauk prawnych, profesor zwyczajny Wydziału Prawa, Administracji i Ekonomii Uniwersytetu Wrocławskiego, prorektor Uniwersytetu Wrocławskiego, specjalista w zakresie prawa pracy i prawa zabezpieczenia społecznego.

## Życiorys
W latach 1949–1950 pracował jako nauczyciel w szkole podstawowej w Kłodnicy. W latach 1950–1953 studiował prawo na Uniwersytecie Wrocławskim, tam w 1954 obronił pracę magisterską. W latach 1957–1960 był pracownikiem Instytutu Nauk Prawnych PAN. W 1959 obronił pracę doktorską na Uniwersytecie Wrocławskim i został tam zatrudniony w 1960. W 1965 na podstawie dorobku naukowego oraz rozprawy pt. Spory ze stosunku pracy uzyskał stopień doktora habilitowanego nauk prawnych. Po objęciu stanowiska docenta otrzymał nominację na pierwszego kierownika utworzonej w 1966 Katedry Prawa Pracy na Wydziale Prawa Uniwersytetu Wrocławskiego. W 1971 został profesorem nadzwyczajnym, w 1980 profesorem zwyczajnym. W latach 1966–1969 pełnił funkcję prodziekana Wydziału Prawa UWr, w latach 1972–1974 prorektora UWr. Stanowisko kierownika Katedry Prawa Pracy zajmował do 1995.
Był członkiem Komitetu Nauk Prawnych Polskiej Akademii Nauk. Od 1958 był członkiem Międzynarodowego Stowarzyszenia Prawa Pracy i Zabezpieczenia Społecznego, w latach 1958–1995 członkiem zarządu sekcji polskiej tego stowarzyszenia, w latach 1984–1998 był przewodniczącym Zarządu Głównego Polskiego Stowarzyszenia Ubezpieczeń Społecznych, w 1998 został jego honorowym przewodniczącym.
Pod jego kierunkiem stopień naukowy doktora uzyskali m.in. Walerian Sanetra (1970), Herbert Szurgacz (1970), Gerard Bieniek (1974), Urszula Kalina-Prasznic (1976), Zdzisław Kubot (1977), Ludmiła Dziewięcka-Bokun (1983) i Kamil Antonów (2002).

## Odznaczenia
- Złoty Krzyż Zasługi (1975)[1]
- Medal Komisji Edukacji Narodowej (1976)[1]
- Krzyż Kawalerski Orderu Odrodzenia Polski (1980)[1]
- Krzyż Oficerski Orderu Odrodzenia Polski (1999)[6]